# 실비아 크반트
실비아 크반트(독일어: Silvia Quandt, 1937년 ~ )는 독일의 예술가이다.